# Хрисанф (Хризостому)
Митрополи́т Хриса́нф Хризосто́му (греч. Μητροπολίτης Χρύσανθος Χρυσοστόμου; 21 июня 1930 — 2 февраля 2006, Лимассол) — епископ Кипрской православной церкви, митрополит Лимассольский

## Биография
В 1952 году рукоположён в сан диакона.
В 1966 году окончил Богословский факультет Афинского университета и в том же году был рукоположён в сан пресвитера.
В 1966—1968 годы обучался в аспирантуре в Париже.
12 января 1974 года был избран митрополитом Лимассольским.
13 января 1974 года был рукоположён во епископа Лимассольского с возведением в сан митрополита.
На начало его епископского служения пришлось турецкое вторжение на Кипр, когда Лимассол принял большое число беженцев.
В июне 1995 года к митрополиту Хрисанфу обратились представители русскоязычной общины города Лимассола с просьбой о создании русского прихода. Митрополит Хрисанф благосклонно отнёсся к этой просьбе выделил для нужд общины один из храмов своей епархии.
4 августа 1998 года Священный Синод обнаружил, что митрополит Хрисанф заключал финансовые соглашения без одобрения Священного Синода.
24 ноября 1998 года ушёл в отставку из-за финансового скандала, после чего проживали на покое при Лимассольской митрополии.
Своему преемнику, митрополиту Афанасию (Николау), он оставил тяжёлое наследство: епархия была обременена огромными долгами. Из-за череды финансовых скандалов и злоупотреблений большинство местных жителей было негативно настроено по отношению к Церкви
Скончался 2 Февраля 2006 года в Лимассоле в результате сердечного приступа.